# أوسكار مورغينسترن
أوسكار مورغينسترن (بالألمانية: Oskar Morgenstern)‏ (و. 1902 – 1977 م) هو اقتصادي، وأستاذ جامعي، ورياضياتي من الولايات المتحدة، والنمسا، ولد في غورليتس، وكان عضوًا في الأكاديمية الأمريكية للفنون والعلوم، توفي في برينستون، عن عمر يناهز 75 عاماً.

## التعليم
تعلم في جامعة فيينا.

## جوائز
حصل على جوائز منها:
- دكتوراه فخرية.[8]

## روابط خارجية
- أوسكار مورغينسترن على موقع الموسوعة البريطانية (الإنجليزية)
- أوسكار مورغينسترن على موقع إن إن دي بي (الإنجليزية)